# (2130) Evdokiya
(2130) Evdokiya es un asteroide perteneciente al cinturón de asteroides, descubierto el 22 de agosto de 1974 por la astrónoma ucraniana Liudmila Zhuravliova desde el Observatorio Astrofísico de Crimea (República de Crimea).

## Designación y nombre
Designado provisionalmente como 1974 QH1. Fue nombrado Evdokiya en honor a la madre de la descubridora del asteroide, Yevdokía Yefímovna Shchiólokova.